# Il sonnambulo (film 1968)
Il sonnambulo (Skyscraper Caper) è un film del 1968 diretto da Alex Lovy. È un cortometraggio animato della serie Looney Tunes, prodotto dalla Warner Bros. e uscito negli Stati Uniti il 9 marzo 1968. I protagonisti del cartone animato sono Daffy Duck e Speedy Gonzales.